# Museu da Natureza e do Homem

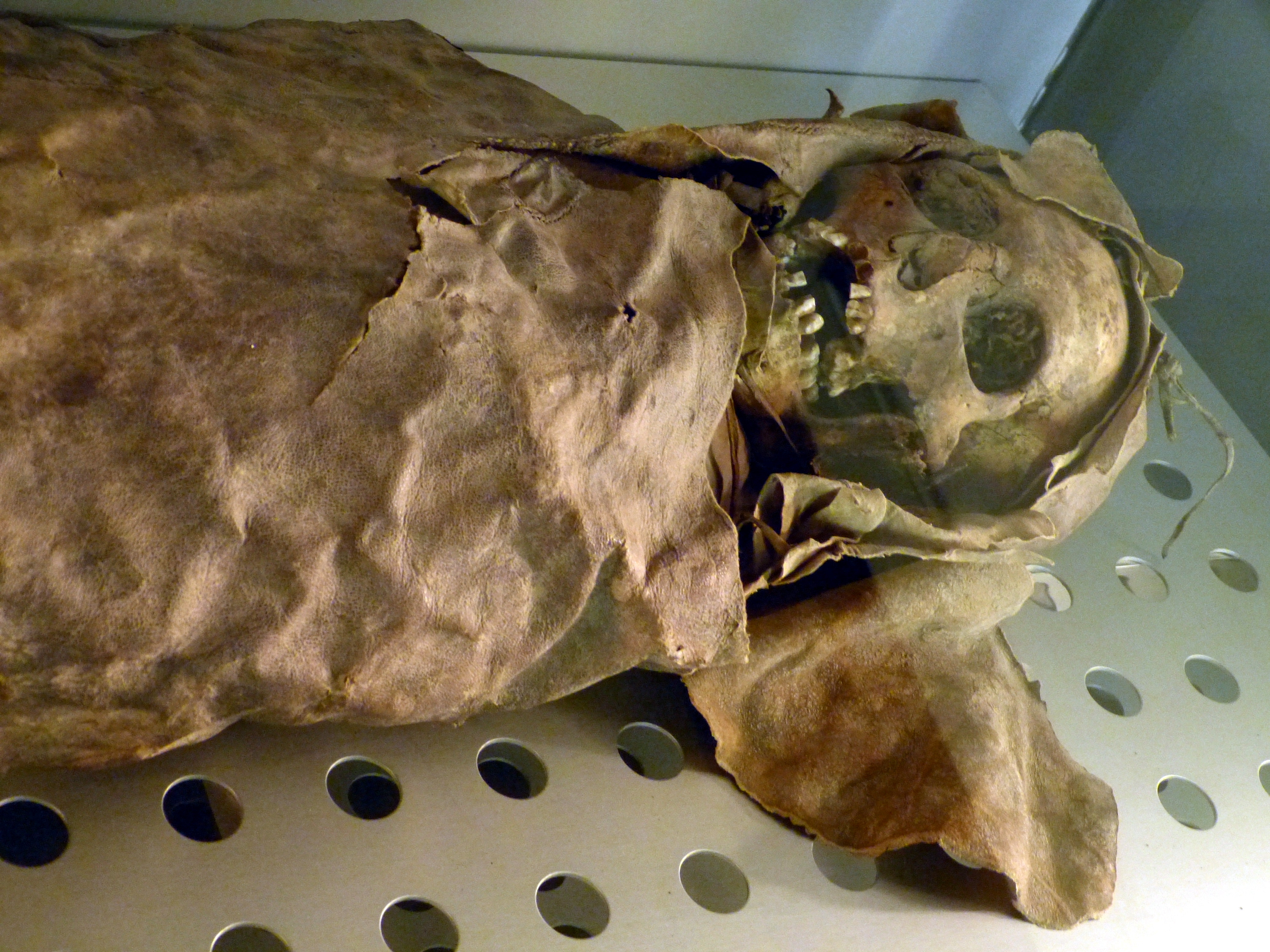
Múmia Guanche, coleção do museu.

O Museu da Natureza e do Homem (MNH, Museo de la Naturaleza y el Hombre em espanhol), inaugurada em meados dos anos noventa, é um projeto de exposição, que pertence ao Organismo Autónomo del Cabildo de Tenerife, cuja sede está localizada no prédio neoclássica Civil fora do Hospital Velho, na cidade de Santa Cruz de Tenerife (Tenerife, Ilhas Canárias, Espanha). Integra o Museu Arqueológico de Tenerife, Ilhas Canárias Bioantropología Instituto e do Museu de Ciências Naturais de Tenerife. O museu fica no centro da cidade, situada no antigo Hospital Civil, um edifício que é um exemplo da arquitetura neoclássica das Ilhas Canárias, que foi declarado de interesse cultural na categoria de Monumento em 1983.
Este museu tem a maior coleção existente de cultura Guanche e também tem um dos sistemas de conservação e exposição de humanos restos mumificados do mundo mais exigentes, como foi anunciado em 2006, o Cabildo de Tenerife através de uma declaração. É também um museu de renome internacional desde então tem participado em reuniões internacionais sobre arqueologia, apesar de sua fama se deve principalmente à sua imensa coleção de múmias Guanche. O Museu da Natureza e do Homem é uma referência mundial no que diz respeito à preservação das múmias.
Em um de seus quartos é também a casa de 13 cerâmica egípcia, uma das quais é o mais antigo objeto egípcio em um museu espanhol. Também é considerado como o mais importante museu da Macaronésia.
O museu também tem uma grande coleção de fósseis de animais pré-históricos que habitavam as Ilhas Canárias, como o lagarto gigante (Gallotia goliath), o rato gigante (Canariomys bravoi) ea tartaruga gigante (Geochelone burchardi). Há também outros fósseis de animais extintos que viveram em outros lugares como fósseis de trilobitas e dentes de megalodon, etc.

## Mudança de nome
Em novembro de 2018, o Museu da Natureza e do Homem mudou oficialmente seu nome para o Museu da Natureza e Arqueologia, excluindo a palavra "Homem" para torná-lo mais inclusivo com a sociedade. No entanto, ainda é mais conhecido pelo seu nome antigo.